# چغا قبرستان
چغا قبرستان مربوط به دوران‌های تاریخی پس از اسلام است و در شهرستان مهران، بخش مرکزی، روستای هرمزآباد مهران واقع شده و این اثر در تاریخ ۱۰ مهر ۱۳۸۰ با شمارهٔ ثبت ۳۹۹۰ به‌عنوان یکی از آثار ملی ایران به ثبت رسیده است.